# 伊格尔·克里梅茨
伊格尔·克里梅茨（1992年1月27日—）是一名乌克兰裔乌兹别克斯坦足球运动员，现在效力于塔什干棉农，司职后卫。

## 俱乐部生涯
2010年，克里梅茨在乌兹别克联赛球队塔什干棉农开始职业足球生涯。他在2011赛季下半赛季成为球队的绝对主力球员。2013年1月25日，棉农宣布克里梅茨租借到中国足球超级联赛球队北京国安一年。